# عيسى النشار
عيسى علي النشار (ولد عام 1954م) وهو مهندس وسياسي فلسطيني ، وأحد السبعة المؤسسين لحركة حماس وأحد قادتها التاريخيين، ومن مبعدي مرج الزهور ، كان مستشاراً لإسماعيل هنية عندما كان رئيساً للحكومة الفلسطينية.

## النشأة ودراسته
ولد في مدينة دير البلح عام 1954م لأسرة هُجرت قسراً عام 1948 من أرضها في قرية زرنوقة من قضاء الرملة 
، وانتقلت أسرته للعيش في مدينة رفح فدرس عيسى النشار المرحلة الابتدائية والإعدادية في مدارس وكالة غوث وتشغيل اللاجئين، ثم أكمل دراسته الثانوية في مدارس الحكومة. 
بعد حصوله على شهادة الثانوية العامة التحق بكلية الهندسة في جامعة عين شمس في العاصمة المصرية القاهرة،
وبعد تخرجه عمل مديراً لمكتب هندسي، ثم رئيس القسم الهندسي ببلدية خان يونس، ثم مهندساً بوكالة غوث وتشغيل اللاجئين الأونروا.

## نشاطه السياسي
كان المهندس النشار من أوائل من التحق بجماعة الإخوان المسلمين في مدينة رفح جنوب قطاع غزة، ليكون أميرا لمنطقة رفح، وشارك في 14 ديسمبر عام 1987م مع الشيخ أحمد ياسين في تأسيس حركة حماس. اعتقلته قوات الاحتلال عام 1973م، ثم اعتقل عام 1988م، لمدة عامين بعد انتفاضة الحجارة، ثم اعتقل لمدة أربعة أشهر عام 1990، وفي عام 1992م أبعده الاحتلال مع مئات من قادة العمل الإسلامي إلى مرج الزهور في جنوب لبنان، وبعد عودته من الإبعاد اعتقلته أجهزة السلطة الأمنية عام 1995م، لمدة أربعة أشهر.
وفي 8 نوفمبر 2010 عينه اسماعيل هنية عندما كان رئيسا للحكومة الفلسطينية في غزة مستشارًا خاصًا له في ديوان رئاسة الوزراء.